# 27世紀
| 千纪： | 2千纪 \| 3千纪 \| 4千纪                                                                                              |
| 世纪： | 24世纪 \| 25世纪 \| 26世纪 \| 27世纪 \| 28世纪 \| 29世纪 \| 30世纪                                                   |
| 年代： | 2600年代 \| 2610年代 \| 2620年代 \| 2630年代 \| 2640年代 \| 2650年代 \| 2660年代 \| 2670年代 \| 2680年代 \| 2690年代 |

2601年1月1日至2700年12月31日的這一段期間被稱為27世紀。

## 天文現象
- 2603年12月16日：金星凌日
- 2608年5月13日：水星凌日
- 2611年12月13日：金星部份凌日。
- 2649年2月16日：在11:17UTC金星掩海王星。
- 2626年～2627年：三倍契合火星-土星。
- 2629年：再度發生三倍契合火星-土星。
- 2655年～2656年：三倍契合木星-土星。
- 2663年：再度發生三倍契合火星-土星。
- 2699～2700：三倍契合在火星木星、火星海王星和海王星之間。